# S/2004 S 3
S/2004 S3 és la designació provisional d'un petit satèl·lit de Saturn. Fou descobert per Carl Murray en una foto de la Sonda Cassini del 21 de juny de 2004. Intentant confirmar la seva observació es descobrí un altre satèl·lit, l'S/2004 S 4. Tot i els posteriors intents de recuperació de l'objecte, no s'ha tornat a observar des de les primeres imatges, la qual cosa podria significar que es tractava de cúmuls de pols temporals. Si fos sòlid, el cos podria tenir entre 3 i 5 km de diàmetre basant-nos en la seva brillantor.
L'altre objecte S/2004 S 4 fou descobert 5 hores després, però just dins l'anell F. A causa de la diferència de localitzacions, el segon objecte rebé una nova designació, encara que també fos possible que els dos objectes fossin el mateix i que creués l'anell F. No obstant això, aquest segon objecte podria orbitar l'anell F amb una inclinació lleugerament diferent del primer i, per tant, conformar dos objectes diferents i no travessar l'anell.

## Característiques
L'S/2004 S 3, com els objectes veïns S/2004 S 4 i S/2004 S 6, sembla orbitar prop de l'anell F i, per tant, podria tractar-se d'un satèl·lit pastor. L'objecte fou observat en la part interna de l'anell F i hores després en la part externa.

## Denominació
Com que la seva òrbita encara no ha estat determinada amb precisió, el satèl·lit conserva la seva designació provisional que indica que fou el tercer satèl·lit descobert al voltant de Saturn l'any 2004.